# Jean-François Szklarek
Jean-François Szklarek est un footballeur français né le 19 novembre 1966 au Petit-Quevilly. Il évolue au poste de milieu de terrain dans deux clubs de deuxième division française : le Football Club de Rouen puis le Football Club de Mulhouse.

## Biographie

### Carrière en deuxième division
Jean-François Szklarek entre au Football Club de Rouen en 1983 en cadet. Lors de ses années de formation, il joue d'abord avec l'équipe réserve du club en division d'Honneur, puis il a l'occasion de connaître l'Équipe de France junior. Durant la saison 1985-1986, il fait ses premières apparitions dans l'équipe première en deuxième division. À l'issue de la saison, le club est relégué en troisième division.
Par la suite, Jean-François Szklarek participe à plusieurs événements marquants avec le FC Rouen : la remontée en deuxième division en 1987, les participations aux barrages d'accession en première division en 1989-1990 et 1992-1992, et un seizième de finale de la Coupe de France 1993 à domicile contre l'Olympique de Marseille (vainqueur de la Ligue des champions la même année),,.
Lors des 110 ans du FC Rouen en 2009, Jean-François Szklarek est considéré comme un des meilleurs anciens joueurs du club.

### Après le football
À l'issue de sa carrière de footballeur, Jean-François Szklarek devient informaticien et travaille comme technicien de maintenance au Centre hospitalier Robert Boulin de Libourne,.